# Goodyera polyphylla
Goodyera polyphylla är en orkidéart som beskrevs av Paul Ormerod. Goodyera polyphylla ingår i släktet knärötter, och familjen orkidéer.
Artens utbredningsområde är El Salvador. Inga underarter finns listade i Catalogue of Life.